# یارمیر دولاوا
یارُمیر دولاوا (چکی: Jaromír Dulava; ۱۸ دسامبر ۱۹۶۰ – ) بازیگر اهل کشور جمهوری چک است. وی از سال ۱۹۷۹ میلادی تاکنون مشغول فعالیت بوده‌است.
از فیلم‌ها یا برنامه‌های تلویزیونی که وی در آن نقش داشته‌است می‌توان به کارت شناسایی، هابرمان، سوختن در باد، فرشته تبهکار، سه شهریار، تومان، و میلادا اشاره کرد.